# Aart Roelofsen

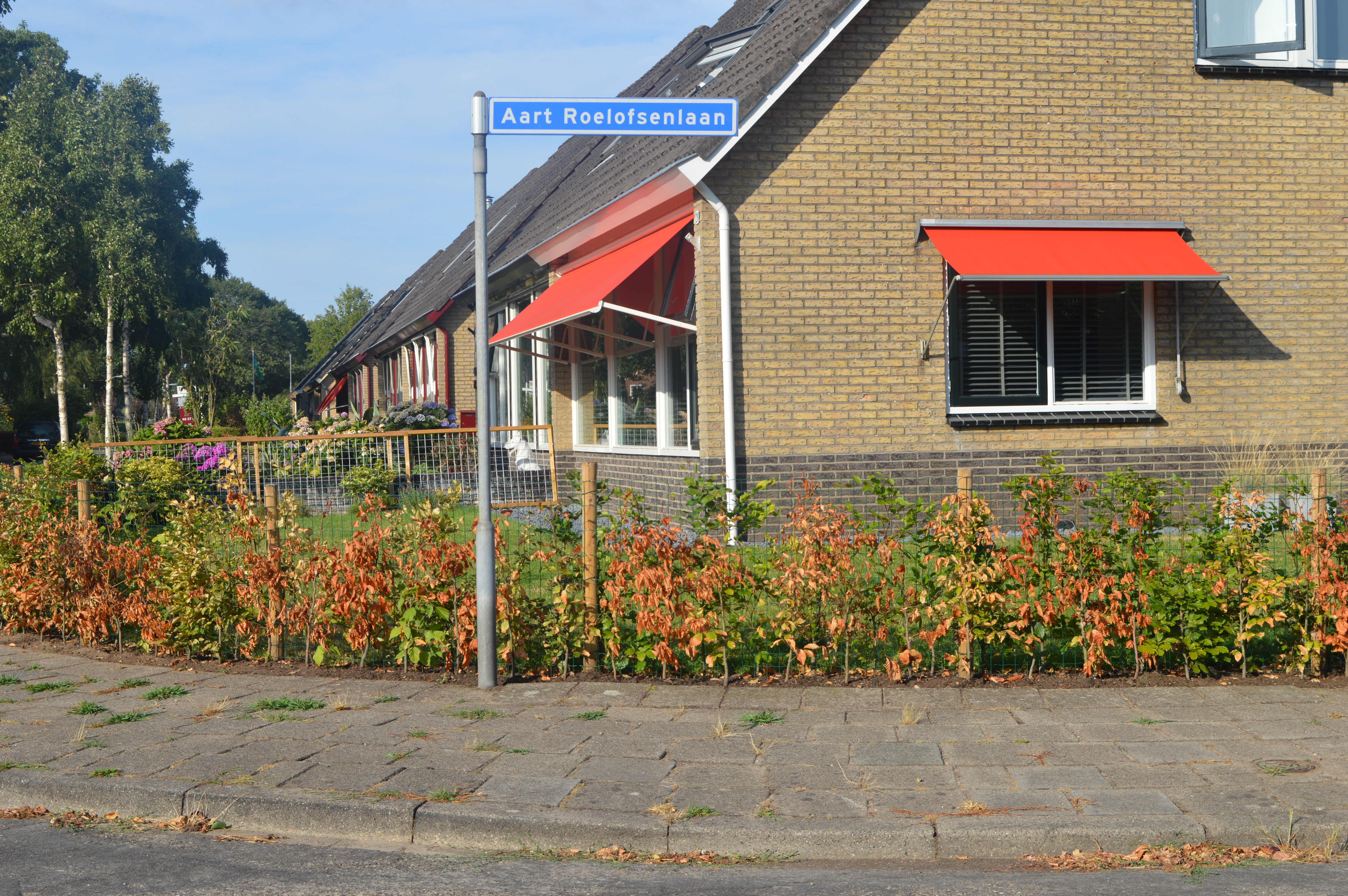
De Aart Roelofsenlaan in Lunteren (foto gemaakt in 2018)

Aart Roelofsen (Lunteren, 20 januari 1897 - aldaar, 10 januari 1971) was een Nederlandse landbouwer en verzetsstrijder in de Tweede Wereldoorlog. Hij gaf samen met Driekus van de Pol leiding aan het verzet in zijn woonplaats Lunteren.

## Levensloop
Roelofsen had een boerderij aan de Postweg 63 (nu Postweg 133) in Lunteren genaamd Het Nieuwe Erf. In de oorlog groeide de boerderij uit tot centrum van het Lunterse verzet. De Lunterse verzetsgroep viel vanaf september 1944 onder het gezag van Derk Wildeboer, de commandant van de Binnenlandse Strijdkrachten in de gemeente Ede. Roelofsen bood samen met zijn vrouw Mina (1903-1987) regelmatig onderdak aan geallieerde piloten, joden, verzetslieden en mensen die de arbeitseinsatz in Duitsland wilden ontlopen. Zo zat zijn neef Driekus van de Pol, een onderwijzer uit Bennekom, bij hem ondergedoken samen met vrouw en kind. Van december 1943 tot mei 1945 had Bart van der Hoeden, en later zijn zus Hanna, beide van Joodse afkomst, bij de familie-Roelofsen toevlucht gevonden. Een andere Joodse onderduiker was Jacques Hertz, broer van Marcel Hertz. Achter op het land was er een half onder de grond verstopte schuilplaats gebouwd.
Kort na de door de geallieerden verloren Slag om Arnhem in september, zaten er veel Britse parachutisten ondergedoken op de Veluwe. In een actie die bekend kwam te staan als Operatie Pegasus I werden in de nacht van 20 oktober 1944 meer dan honderd militairen, dwars door de Duitse linies heen, de Rijn overgezet. Roelofsen hielp met het verzamelen van alle ondergedoken Britten op het vertrekpunt. Op zijn eigen boerderij zaten 55 parachutisten verborgen.
In de nacht van 28 december 1944 vond er een mislukte wapendropping plaats in de buurt van Nederwoud. De Wehrmacht kreeg lucht van de dropping, waarna er een vuurgevecht ontstond tussen de Duitsers en het verzet. Iedereen kon ontkomen, maar de gehele lading moest achterblijven. Op 2 januari 1945 vond er een inval plaats op de boerderij van Roelofsen. Daarbij werd de knecht Henk Borgers gegrepen en meegenomen naar De Wormshoef, waar hem een zwaar verhoor wachtte. Een dag later slaagde hij er echter in te ontsnappen.

## Eerbetoon
Voor zijn hulp aan geallieerde piloten ontving Aart Roelofsen in 1946 de Amerikaanse Medal of Freedom. Na zijn dood in 1985 ontving hij samen met zijn vrouw Mina van het Israëlische holocaustherdenkingscentrum Yad Vashem de eretitel Rechtvaardige onder de Volkeren. In september 1974 werd in Lunteren de Aart Roelofsenlaan naar hem vernoemd. Tijdens de Nationale Dodenherdenking van 4 mei 2023 legde hun dochter Dirkje een krans voor haar moeder bij het monument op de Dam, als eerbetoon aan alle verzetsvrouwen in de Tweede Wereldoorlog.